# Roger Etchegaray
Roger Etchegaray   (Ezpeleta, 25 de setembre de 1922 - Kanbo, 4 de setembre de 2019) va ser un cardenal francès de l'Església catòlica, cardenal protobisbe i vicedegà del Col·legi Cardenalici.
Etchegaray serví com a arquebisbe de Marsella entre 1970 i 1985 abans der cridat a la Cúria Pontifícia pel Papa Joan Pau II, on serví com a President del Consell Pontifici per a la Justícia i la Pau (1984-1998) i com a President del Consell Pontifici Cor Unum (1984-1995). Va ser elevat al Col·legi de Cardenals al 1979.
El cardenal Etchegaray saltà a l'atenció de l'audiència internacional la vigília de Nadal del 2009, quan va resultar ferit en un atac sense èxit contra el Papa Benet XVI a l'entrada en processó a la Basílica de Sant Pere per a la Missa del Gall. Etchegaray va haver de ser hospitalitzat amb diversos ossos trencats.

## Biografia
Etchegaray, d'origen basc, va néixer al País Basc fill de Jean-Batiste i Aurélie Etchegaray. El major de tres fills, té dues germanes, Jean i Maïté; el seu pare treballava com a mecànic agrícola.
Inicià els estudis al seminari menor d'Ustaritz, prosseguint els estudis de filosofia i teologia al seminari major de Baiona, doctornat-se finalment en dret canònic a la Pontifícia Universitat Gregoriana de Roma. Va ser ordenat prevere el 13 de juliol de 1947 per Jean Saint-Pierreper a la diòcesi de Baiona a la seva parròquia natal,
Fins al 1961, aquest jove prevere serví a la cúria diocesana de Baiona, on va ser secretari personal del bisbe, responsable de l'Acció catòlica local i posteriorment va fer de vicari general, tot a l'ombra de monsenyor Léon Terrier, bisbe de Baiona, abans de dirigir el secretariat de l'episcopat francès (1966-1970).

### Bisbe
Participà com expert al Concili Vaticà II. El Papa Pau VI el va nomenar bisbe auxiliar de París el 29 de març de 1969, elevant-lo a la seu titular de Gemelle deNumídia, sent consagrat a la catedral de Notre Dame pel cardenal François Marty, arquebisbe de la capital francesa, el 27 de maig posterior, amb el cardenal Paul Gouyon i el bisbe Władysław Rubin servint com a coconsagradors.
El 22 de desembre de 1970 va ser promogut a arquebisbe de Marsella El 27 d'agost de 1973, enmig del context de les manifestacions violentes à Grasse, Marsella i rodalia, va fer una crida pública a la calma. El 1971 va ser escollit per presidir el Consell de Conferències Episcopals d'Europa, càrrec que ocupà fins al 1975.Presidí la Conferència Episcopal de França entre 1975 i 1981. El 25 de novembre de 1975 va ser nomenat Prelat de la Missió de França.
Va optar per no adquirir cap emblema heràldic o adoptar un lema episcopal. En aquest sentit, va dir: «Sovint m'han preguntat quin era els meu escut episcopal i el lema episcopal: a risc de sorpresa, mai he volgut ensenya, no per destacar o per donar cap lliçó als altres bisbes, sinó per la senzilla preocupació de no portar cap rastre noble en una Església que ha de ser "serventa i pobre."»
Es retirà de la Missió de França el 23 d'abril de 1982.
El 8 d'abril de 1984 va ser nomenat president del Consell Pontifici Cor Unum i del President del Consell Pontifici Cor Unum. Un any més tard, el 13 d'abril de 1985, renuncià al seu càrrec d'arquebisbe de Marsella per consagrar-se íntegrament a la cúria pontifícia.

### Cardenal
Va ser creat cardenal pel Papa Joan Pau II al consistori del 30 de juny de 1979, amb el títol de cardenal prevere de San Leone I. El 24 de juny de 1998 va ser promogut a cardenal bisbe de Porto-Santa Rufina.
Durant més de vint anys va ser un dels principals col·laboradors del Papa polonès. Al capdavant de dos dicasteris, va ser l'enviat especial de Joan Pau II als quatre racons del planeta. Entre 1979 i 2005 realitzà dotzenes de viatges més o menys oficials, doblant sovint la diplomàcia oficial de la Santa Seu. Entre d'altres viatges, es reuní amb Fidel Castro a Cuba, viatjà a Ruanda en ple genocidi, l'1 de maig de 2002 viatjà a Jerusalem en crisi per tal de buscar la pau a l'Orient mitjà; al cor de la Xina comunista, o amb Saddam Hussein, ja al 1985 quan ajudà a arranjar un intercanvi de presoners de guerra entre Iran i Iraq; al 1998 hi tornà per determinar si era possible una visita papal, o el 10 de febrer de 2003, per tal d'exprimir la sol·licitat del papa en favor de la pau i convidar les autoritats iraquianes a cooperar amb les autoritats internacionals. També va ser el delegat especial del Papa per a l'organització de la trobada interreligiosa d'Assís al 1986 o per l'animació del Gran Jubileu de l'any 2000. Va ser, conjuntament amb el cardenal Joseph Ratzinger, un dels principals consellers i confidents de Joan Pau II durant tot el seu pontificat.
El 1994 va ser nomenat membre de l'Acadèmia de ciències morals i polítiques.
Al 2002 rebé el Premi Colombe d'Oro per la Pace, concedit anualment per a una personalitat distingida en el camp internacional. Pels seus esforços en favor de la pau, el 24 de març de 2004 la UNESCO li concedí el Premi Felix Houphouet-Boigny.
Perdé la seva qualitat d'elector el 25 de setembre de 2002 en complir els 80 anys; de manera que no va poder participar en les votacions dels conclaves de 2005, on s'elegí el Papa Benet XVI; ni al del 2013, on s'escollí el Papa Francesc. Etchegaray és el cardenal amb més temps de servei que mai no ha participat en un conclave. El 26 de novembre de 2008 superà al cardenal Giacomo Antonelli, qui serví com a cardenal secretari d'estat del Papa Pius IX, els 29 anys de cardenalat del qual van tenir lloc durant els 31 anys de pontificat de Pius IX.
Vicedegà del Sacre Col·legi des del 30 d'abril de 2005, actualment és el número 3 a l'ordre de precedència de la Santa Seu, darrere del Papa i del cardenal Sodano, antic Secretari d'Estat i degà del Col·legi de Cardenals.
Durant la processó d'entrada de la Missa del Gall celebrada a la basílica de Sant Pere la Vigília de Nadal de 2009, el cardenal Etchegaray va caure i es trencà el fèmur dretquan la jove de 25 anys Susanna Maiolo es llançà contra el Papa Benet XVI. El Vaticà afirmà que Maiolo era "psicològicament inestable" i que ja s'havia llançat vers el Papa prèviament. Va ser operat a l'hospital Gemelli de Romael 27 de desembre de 2009.
El 26 d'abril de 2014 va rebre la Gran Creu de la Legió d'Honor de mans del Primer Ministre Manuel Valls.
El 25 d'octubre de 2015, en finalitzar la celebració de la missa conclusiva del XIV Sínode Ordinari de Bisbes, mentre que el Papa Francesc saludava els cardenals presents, perdé l'equilibri i va caure, trencant-se aquest cop el fèmur esquerre.

## Papers diplomàtics

### Cuba
El cardenal Etchegaray viatjà per primera vegada a Cuba el 1989, on passà 9 dies, entre Nadal i Cap d'Any. Allà es reuní amb Fidel Castro durant la setmana de Nadal. La trobada serví per alleugerar les tensions entre l'Església i l'Estat en un país oficialment ateu, on les pràctiques dels cristians i dels jueus havien estat objecte de repressió durant gairebé 30 anys.

### Relacions catòlico-ortodoxos
La creu de Sant Andreu apòstol va ser presentada al bisbe de PatrasNicodemus per una delegació catòlica encapçalada per Etchegaray. Totes les relíquies, que consisteixen en el dit petit, la calavera i la creu on va ser martiritzat han estat custodiades a l'església de Sant Andreu de Patras en una capella especial, i són mostrades en una cerimònia especial, cada 30 de novembre, dia de la seva festivitat.
El 2006, l'Església Catòlica, de nou mitjançant el cardenal Etchegaray, donà a l'església ortodoxa grega una nova relíquia del sant.

### Invasió estatunidenca de l'Iraq
El Vaticà s'oposà a la invasió estatunidenca d'Iraq del 2003 i envià el cardenal Etchegaray com a enviat per convèncer les autoritats iraquianes per cooperar amb les Nacions Unides per tal d'evitar la guerra.

## Obres
- J’avance comme un âne : petits clins d'œil au Ciel et à la Terre, Fayard, 1984. ISBN 978-2213631363 ;
- Petite vie de Eugène de Mazenod (1782-1861), Desclée de Brouwer, Paris, 1995. ISBN 2-220-03709-6.
- J’ai senti battre le cœur du monde : conversations avec Bernard Lecomte, Fayard, 2007, ISBN 978-2213630571 ;
- L'homme, à quel prix ?, Éditions La Martinière, 2012, ISBN 978-2732455020

## Honors
Gran Creu de cavaller de la Legió d'Honor – 27 d'abril de 2014
 Gran Oficial de la Legió d'Honor – 2002
 Comendador de l'orde nacional del Mèrit
 Batlle Gran Creu de Justícia de Cavaller del Sacre orde militar constantinià de Sant Jordi (Casa de Borbó-Dues Sicílies)
 Gran Creu de l'orde al mèrit de la República Hongaresa
Premi Colombe d'Oro per la Pace – 2002
Premi Félix Houphouët-Boigny (UNESCO) - 24 de març de 2004

## Enllaçosextenrs
- El curriculum vitae delcardenalEtchegaray Arxivat 2014-07-19 a Wayback Machine. a la pàginaThe Cardinals of the Holy Roman Church Arxivat 2009-07-03 a Wayback Machine.
- El cardenalEtchegaray a  (anglès)